# بومة ضاحكة
البُومةُ الضَّاحِكَةُ (الاسم العلمي: Ninox albifacies)؛ هي نَوعٌ من البُومِيَّات المُنتَشِرَة في نيوزيلندا.

## الوصف وأسلوب الحياة
عندما وصل المستوطنون الأوروبيون إلى نيوزيلندا في النصف الأول من القرن التاسع عشر، كانت البومة الضاحكة لا تزال شائعة جدًا. وجرى جلبها إلى إنجلترا، حيث تم وصفها لأول مرة على أنها ألبيفايات أثينا في عام 1844 من قبل عالم الطيور البريطاني جورج روبرت جراي. في عام 1848 تم تصنيف البومة في جنس Sceloglaux الجديد من قبل عالم الحيوان في دارمشتات يوهان جاكوب كاوب. منذ عام 1880 فصاعدًا، يمكن أيضًا رؤية البوم الضاحك في رعاية الإنسان، على سبيل المثال في إنجلترا، وفي أمستردام، حيث عاش البوم لمدة عام، وفي نيوزيلندا مع عالم الطيور النيوزيلندي الشهير السير والتر بولر.